# ريان كروكر
ريان كروكر (بالإنجليزية: Ryan Crocker)‏ هو رجل سياسي أمريكي تقلد مناصب عديدة.

## نشأته
نشأ في ولاية واشنطن، في كنف عائلة معظم أفرادها يعملون في سلاح الجوّ الأمريكي. ولد في سبوكين بولاية واشنطن (العاصمة) عام 1945.

## ترجمة الشخصية
- درس في المغرب وكندا وتركيا، ونال شهادة في الأدب الإنكليزي من جامعة «ويتمان» في واشنطن عام 1971 وحصل على الدكتوراه الفخريّة في القانون من الجامعة نفسها عام 2001.
- يُعدّ كروكر رائداً أكاديميّاً ودبلوماسيّاً في شئون المنطقة العربية نظراً لمعرفته العميقة بتاريخ وثقافة هذه المنطقة، التي قضى فيها مرحلة طويلةً من عمره، إضافةً إلى إتقانه لغاتها.

درس اللغة الفارسيّة، وتسلّم منصباً في القنصليّة الأمريكيّة في«كرمنشاه» في إيران عام 1972.
- عُيّن بعد سنتين، ممثّلاً للإدارة الأمريكيّة في حقل الاقتصاد التجاري بدولة قطر، عاد بعدها عام 1976 إلى واشنطن لتلقّي دروس مكثّفة في اللغة العربيّة، وكانت تلك بدايات تولّي وزارة الخارجيّة الأمريكيّة صقل قدراته الدبلوماسية
- واصل دراسته للغة العربية أثناء فترة تواجده في تونس عام 1978.
- عُيّن كروكر رئيساً للبرنامج الاقتصادي التجاري لضمان المصالح الأمريكيّة في بغداد، وتوجّه بعدها إلى بيروت بصفتة رئيساً للشعبة السياسيّة الأمريكيّة من عام 1981 حتى 1984.
- قضى العام التالي (1984- 1985) في جامعة «برينستون» في إطار برنامج وزارة الخارجيّة الأمريكيّة لشئون الشرق الأدنى، ومن ثمّ خدم كنائب لمدير مكتب الشئون العربيّة - الإسرائيليّة في الوزارة بين عامي 1985 و1987، وبعدها مستشاراً في السفارة الأمريكيّة في القاهرة عام 1990.
- في عام 1990 عُيّن سفيراً للبنان، حيث عمل سابقاً في السفارة الأمريكيّة خلال الاحتلال الإسرائيلي عام 1982.
- نجا كروكر من عملية تفجير استهدفت السفارة الأمريكية في لبنان في أبريل 1983 والتي أسفرت عن مقتل 63 شخصا.
- في عام 1994 انتقل ليتسلّم زمام الدبلوماسيّة الأمريكيّة في الكويت التي ظل فيها أربع سنوات.
- نُقل ليصبح سفيراً في دمشق حتّى عام 2001.
- شهد عام 2001 استلام كروكر منصب نائب مساعد وزير الخارجيّة الأمريكيّة لشئون الشرق الأدنى حتّى عام 2003، وتخلّل تلك الفترة تعيينه مبعوثاً لواشنطن لدى الحكومة الأفغانيّة، إلى حين استلامه المنصب الأعلى للدبلوماسيّة الأمريكيّة في باكستان عام 2004 المنصب الذي بقي فيه حتّى تعيينه في مارس 2007سفيراً في بغداد، التي خاض فيها تجربّة سياسيّة سابقة، إذ شغل منصب المدير الأوّل للحكم في «سلطة التحالف المؤقّتة» في بغداد عام 2003..
- رشحت إدارة الرئيس الأمريكي (جورج بوش) كروكر ليخلف السفير الأمريكي زلماي خليل زاد الذي أصبح مندوبا لبلاده في الأمم المتحدة، في إطار تغيير للمستشارين أعلن عنه في يناير 2007 بعد تطبيق إستراتيجية بوش الجديدة في العراق.

## جوائز
يتضمّن ملفّه جوائز تكريميّة عديدة أبرزها:
- «جائزة الرئاسة الأمريكيّة للخدمة المميّزة» عام 1994
- «ميداليّة الخدمة المدنيّة المتميّزة» من وزارة الدفاعٍ
- «جائزة الرئيس الأمريكي للجدارة» عامي 1999 و2003
- «جائزة روبرت سي. فريزر» لـ«الشجاعة والقيادة الاستثنائيّين» تقديراً لجهوده في السفارة الأمريكيّة في كابول عام 2002.

## المناصب التي تقلدها
- سفيرا للولايات المتحدة في لبنان 1990
- في الكويت 1994
- في سوريا 1998
- في أفغانستان 2002
- لدى باكستان منذ عام 2004
- يشغل الآن منصب السفير الأمريكي في العراق منذ يناير 2007

## روابط خارجية
- ريان كروكر على موقع IMDb (الإنجليزية)
- ريان كروكر على موقع إن إن دي بي (الإنجليزية)
- ريان كروكر على موقع قاعدة بيانات الفيلم (الإنجليزية)